# Bruno Bauer
Bruno Bauer (Eisenberg, 6 settembre 1809 – Berlino, 13 aprile 1882) è stato un filosofo e teologo tedesco, negatore dell'esistenza storica di Gesù.

## Biografia
La famiglia Bauer si trasferì da Eisenberg a Berlino nel 1815. Nell'Università della capitale prussiana Bruno Bauer s'iscrisse nel 1828 per studiarvi filosofia e teologia, avendo per insegnanti Hegel, Schleiermacher, e gli hegeliani Hotho e Marheinecke. Nel 1829 un suo saggio sull'estetica kantiana fu premiato su proposta di Hegel.
Nel 1834 vi divenne professore di teologia. Nel 1835 pubblicò, negli Jahrbücher für wissenschaftliche Kritik (Annali di critica scientifica), una critica alla Vita di Gesù di David Friedrich Strauß. Nell'intento di combattere le tesi di Strauß, tendenti a considerare mitologiche le narrazioni evangeliche, promosse la Zeitschrift für speculative Theologie (Periodico di teologia speculativa); alla rivista, che uscì per tre anni, collaborarono i maggiori rappresentanti della destra hegeliana, come Gabler, Erdmann, Göschel e Schaller.
Nel 1838 due volumi della sua Die Religion des alten Testamentes e, l'anno dopo, un attacco al teologo ortodosso Hengstenberg, la Kritische Briefe über den Gegensatz des Gesetzes und des Evangeliums, che gli costarono il trasferimento, in quello stesso anno, dall'Università di Berlino a quella di Bonn. Nel 1840 e nel 1841 pubblicò, rispettivamente, la Kritik der evangelischen Geschichte des Johannes e il primo volume della Kritik der evangelischen Geschichte der Synoptiker; il secondo e il terzo volume uscirono l'anno successivo e il 29 marzo 1842 Bauer fu destituito dall'insegnamento nell'Università di Bonn.

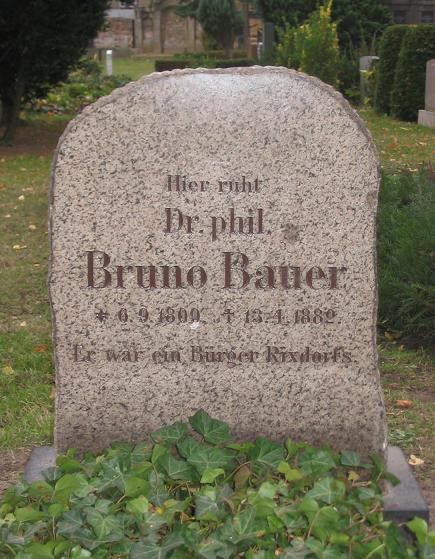
La tomba di Bauer nel cimitero berlinese di St. Jacobi

Il suo orientamento verso la sinistra hegeliana e le idee religiose professate nei suoi scritti portarono nel 1842 al suo allontanamento dalla cattedra. In questo periodo la sua attività letteraria fu dedicata agli studi di critica biblica, nei quali negò la personalità storica di Gesù, considerato una creazione fantastica dei vangeli.
Nel 1843 Bauer in Cristianesimo svelato collegò l'emergere del Cristianesimo alla fine del mondo antico. Questo per spiegare come mai il cristianesimo aveva elevato a essenza dell'uomo l'infelicità e il dolore, prodotti peculiari del periodo di transizione storica. Bauer credeva nella possibilità dell'uomo di ritornare in sé, dopo l'estraniamento cristiano, attraverso l'eliminazione totale del Cristianesimo. Pervenne così a posizioni di ateismo.
Dal 1843 Bauer si dedicò allo studio della storia, concentrandosi in particolar modo sull'Illuminismo e la Rivoluzione francese. Si espresse contro l'emancipazione degli ebrei e nel 1848, insieme con il fratello Edgar, fondò la Società democratica di Charlottenburg, appoggiando invano una piattaforma politica moderatamente liberale nelle elezioni per l'Assemblea nazionale prussiana. Dopo la repressione della rivoluzione del 1848, i suoi orientamenti politici virarono su posizioni nettamente conservatrici, come dimostrano i suoi articoli scritti per il giornale governativo Die Zeit, per il Die Post, e il Kleines Journal; fu anche corrispondente del quotidiano statunitense New York Daily Tribune. Dal 1859 al 1866 collaborò con Friedrich Wagener allo Staats- und Gesellschafts Lexikon, pubblicando 23 volumi e scrivendo numerosi articoli, molti dei quali con contenuti antisemiti.

## Opere principali
- Kritik der evangelischen Geschichte des Johannes (Critica della storia evangelica di Giovanni), 1840.
- Kritik der evangelischen Geschichte der Synoptiker (Critica della storia evangelica dei sinottici), 1841.
- Die Posaune des jüngsten Gerichts über Hegel, den Atheisten und Antichristen. Ein Ultimatum (La tromba dell'ultimo giudizio contro Hegel ateo ed anticristo. Un ultimatum, tr. it. di Eleonora De Conciliis, con una introduzione di Massimiliano Tomba, Napoli, Edizioni Immanenza, 2014 ISBN 9788898926022 ) 1841.
- Das entdeckte Christentum  (Il Cristianesimo svelato), 1843.
- Kritik der Evangelien und Geschichte ihres Ursprungs (Critica dei Vangeli e storia della loro origine), 1852.
- Christus und die Caesaren (Cristo e i seguaci di Cesare), 1877.